# Westland Marathon 1979
De Westland Marathon 1979 werd gehouden op zaterdag 21 april 1979. Het was de tiende editie van deze marathon. Start en finish lagen in Maassluis.
De Belg Julien Grimon won deze wedstrijd in 2:19.24. Hij had hiermee een ruime voorsprong op de Nederlander Cor Vriend, die in 2:22.12 over de finish kwam. De Engelsman Brian Tate werd derde in 2:24.51. Bij de vrouwen won de Belgische Dorette Janssens, die er met haar 3:12.20 precies negen minuten sneller over deed dan de als tweede finishende Nederlandse Tine Bronswijk.
In totaal finishten er 249 deelnemers, waarvan 243 mannen en zes vrouwen.

## Uitslagen

### Mannen
| rang   | naam              | land | tijd    |
| ------ | ----------------- | ---- | ------- |
| Goud   | Julien Grimon     | BEL  | 2:19.24 |
| Zilver | Cor Vriend        | NED  | 2:22.12 |
| Brons  | Brian Tate        | ENG  | 2:24.51 |
| 4      | Henk van der Hoek | NED  | 2:25.50 |
| 5      | Piet van Alphen   | NED  | 2:28.36 |
| 6      | Peter Kooi        | NED  | 2:28.50 |
| 7      | Henri Riedijk     | NED  | 2:29.00 |
| 8      | Kenneth Bell      | USA  | 2:29.28 |
| 9      | Peter Flatman     | ENG  | 2:29.56 |
| 10     | Nehmeth Terzi     | TUR  | 2:31.03 |
| 11     | D.J. Latter       | ENG  | 2:31.12 |
| 12     | Cees Verhoef      | NED  | 2:32.02 |
| 13     | David Hall        | ENG  | 2:32.26 |
| 14     | Steef Kijne       | NED  | 2:32.30 |
| 15     | Kevin Best        | ENG  | 2:32.43 |
| 16     | T. Larmit         | NED  | 2:33.01 |
| 17     | Douwe Jaarsma     | NED  | 2:33.11 |
| 18     | Halmans           | NED  | 2:34.36 |
| 19     | Rob van Schooten  | NED  | 2:35.05 |
| 20     | John Mc Illmurray | ENG  | 2:35.47 |

### Vrouwen
| rang   | naam             | land | tijd    |
| ------ | ---------------- | ---- | ------- |
| Goud   | Dorette Janssens | BEL  | 3:12.20 |
| Zilver | Tine Bronswijk   | NED  | 3:21.20 |
| Brons  | M. Hoogerhout    | NED  | 3:26.31 |

1969 ·
1970 ·
1971 ·
1972 ·
1973 ·
1974 ·
1975 ·
1976 ·
1977 ·
1978 ·
1979 ·
1980 ·
1981 ·
1982 ·
1983 ·
1984 ·
1985 ·
1986 ·
1987 ·
1988 ·
1989 ·
1990 ·
1991 ·
1992 ·
1993 ·
1994 ·
1995 ·
1996 ·
1997 ·
2014